# Kommunalwahlen in Nordrhein-Westfalen 2004
Die Kommunalwahlen in Nordrhein-Westfalen 2004 fanden am 26. September 2004 statt. Insgesamt waren 13.976.459 Nordrhein-Westfalen zur Wahl aufgerufen und 7.596.686 von ihnen gaben ihre Stimme ab, was einer Wahlbeteiligung von 54,4 % entspricht. Kandidaten von 26 Parteien und einer Vielzahl von Wählergruppen stellten sich zur Wahl.
In 28 der 31 Landkreise waren die Landräte zu wählen. In drei Kreisen kam es in der vorangegangenen 13. Amtsperiode zu Nachwahlen, so dass sich die Amtsinhaber nicht zur Wahl stellen mussten.
In 21 der 23 kreisfreien Städten waren die Oberbürgermeister zu wählen. In Köln und Mülheim an der Ruhr wurden Fritz Schramma schon im Jahr 2000 beziehungsweise Dagmar Mühlenfeld schon im Jahr 2002 gewählt worden.
An der Wahl mussten 3.398 Mandate in den Volksvertretungen der 31 Kreise und 23 kreisfreien Städte (NUTS-3-Ebene) bestellt werden.
Für 373 Kommunalvertretungen der kreisangehörigen Städte und Gemeinden (LAU-Ebene) waren 13.440 Volksvertreter zu wählen. In 359 kreisangehörigen Gemeinden waren die Bürger aufgerufen, einen neuen Bürgermeister zu wählen. In 92 Gemeinden erreichte keiner der Kandidaten die absolute Mehrheit der Wählerstimmen, so dass am 10. Oktober 2004 eine Stichwahl stattfand. In 14 kreisangehörigen Gemeinden musste sich der Amtsinhaber nicht zur Wahl stellen.

## Hintergrund
Seit der Landtagswahl 2000 regierte die SPD mit Bündnis 90/Die Grünen zum zweiten Mal nach 1995 in einer Koalition.

## Das Landesergebnis

Wähleranteile
Stärkste Partei

Die CDU ist weiterhin die meistgewählte Partei, musste aber Verluste hinnehmen. Mit einem Abstand von 873.763 Stimmen landete die SPD auf Platz 2 und erzielte ihr historisch schlechtestes Ergebnis, das um 2,2 Prozentpunkte unter dem von 1999 lag.
Die SPD wurde in 10 Kreisen und kreisfreien Städten zur stärksten Partei, die CDU in den übrigen 44.

## Wahl der Obersten Verwaltungsbeamten

Landräte
Oberbürgermeister
Bürgermeister

An der Spitze der Kommunalen Verwaltungen steht in den kreisabhängigen Städten und Gemeinden ein Bürgermeister, in den Landkreisen ein Landrat und in den kreisfreien Städten ein Oberbürgermeister. Diese werden seit der Kommunalwahl 1999 direkt durch das Volk gewählt.
Von den 28 zu wählenden Landräten wurden 23 Bewerber von der CDU im ersten Wahlgang und im zweiten Wahlgang 2 Bewerber der CDU und 3 Bewerber der SPD gewählt. Von den nicht zur Wahl stehenden Landräten war ein Amtsinhaber von der SPD und zwei von der CDU, sodass die CDU nun 27 Landräte zählt und die SPD 4.
Von den 21 zu wählenden Oberbürgermeistern gewann sowohl die CDU, wie auch die SPD drei im ersten Wahlgang. Im zweiten Wahlgang gewann die SPD 9 und die CDU 6 Oberbürgermeisterwahlen, so dass es zuzüglich der Amtsinhaber in Köln und Mülheim an der Ruhr 13 SPD-Oberbürgermeister zu 10 CDU-Oberbürgermeister.
In 14 Gemeinden fanden keine Wahlen des Bürgermeisters statt. 92 mit zweitem Wahlgang. 267 nur ein Wahlgang, macht
Von den 359 zu wählenden Bürgermeistern gewann im ersten Wahlgang die CDU 177, die SPD 45, auf Einzelbewerber und Wählergruppen entfielen 41, auf Bündnis 90/Die Grünen 2 und FDP 2. Im zweiten Wahlgang gewann die SPD 60, 30 für Einzelbewerber und Wählergruppen und die FDP 2. Damit steht es ohne die Amtsinhaber, die sich nicht zur Wahl stellen mussten: CDU 177, SPD 105, freie und Wählergruppen 71, FDP 4, Grüne 2.
Die SPD gewann viele Bürgermeister im Nordosten des Landes (nördliches Ostwestfalen-Lippe). Die FDP gewann ihre Bürgermeister alle im Rheinland, genauer im FDP-Bezirk Köln. Die Grünen gewannen ihre beiden Bürgermeister im westlichen Münsterland. CDU und die Freien gewannen flächendeckend.

## Parteien

CDU 43,44 %
SPD 31,69 %
FDP 6,79 %

### CDU
Die CDU erreichte landesweit 43,44 % und fiel somit hinter ihr bestes jemals erzieltes Ergebnis von 1999 50,3 % zurück. Sie ist aber immer noch stärkste Partei. Die CDU schlägt die SPD auch in deren ursprünglichen Hochburgen, wie dem Ruhrgebiet oder dem nördlichen Ostwestfalen-Lippe.
Über ihrem landesweiten Wähleranteil liegt die CDU an der Peripherie NRWs. In den urbanen Zentren des Rheinlandes, Westfalens und Lippes liegt die Partei unter ihrem Landesergebnis.
Die tiefsten Ergebnisse erreichte die CDU in Herne 31,22 %, Oberhausen 31,97 %, Bochum 32,30 % Köln 32,71 % und Dortmund 32,74 %. In Köln wurde sie trotz dieses Ergebnisses wählerstärkste Partei.
Die höchsten Ergebnisse erzielte sie im Kreis Olpe 62,10 %, Hochsauerlandkreis 59,65 %,
Kreis Paderborn 59,41 % und Kreis Höxter 56,64 % die alle an der ostsüdöstlichen Peripherie NRWs befinden.

### SPD
Die SPD erreichte landesweit 31,69 % und somit ihr schlechtestes Ergebnis seit dem Zweiten Weltkrieg.
Die Kreise und kreisfreien Städte, in denen die SPD über ihrem landesweiten Ergebnis sind das gesamte Ruhrgebiet, die drei nördlichen Kreise von Ostwestfalen-Lippe, Aachen Stadt und Land sowie der Rhein-Erft-Kreis. Bis auf Teile des Ruhrgebietes wurde sie selbst in ihren Hochburgen von der CDU überholt.

### FDP
Die FDP erreichte landesweit 6,79 % und somit ihr bestes Ergebnis seit 1975.
Die Hochburgen der FDP liegen im Rheinland. Die schlechtesten Ergebnisse hat die Partei im Ruhrgebiet eingefahren. Ergebnisse unter 5 % erzielte sie in neun Ruhrpottstädten und in Bielefeld.

## Ergebnisliste
| –                                         | Partei       | W       | %    | M    | LR | OB | BM  |
| ----------------------------------------- | ------------ | ------- | ---- | ---- | -- | -- | --- |
| CDU Nordrhein-Westfalen                   | CDU          | 3230785 | 43,4 | 1467 | 25 | 9  | 177 |
| SPD Nordrhein-Westfalen                   | SPD          | 2357022 | 31,7 | 1083 | 3  | 12 | 105 |
| Bündnis 90/Die Grünen                     | GRÜNE        | 769335  | 10,3 | 345  | 0  | 0  | 2   |
| FDP Nordrhein-Westfalen                   | FDP          | 505359  | 6,8  | 227  | 0  | 0  | 4   |
| Freie_Wähler                              | WG           | 355482  | 4,8  | 178  | 0  | 0  | 71  |
| Partei des Demokratischen Sozialismus     | PDS          | 100714  | 1,4  | 43   | 0  | 0  | 0   |
| Die Republikaner                          | REP          | 41681   | 0,6  | 22   | 0  | 0  | 0   |
| Ökologisch-Demokratische Partei           | ödp          | 9932    | 0,1  | 7    | 0  | 0  | 0   |
| Deutsche Volksunion                       | DVU          | 6880    | 0,1  | 3    | 0  | 0  | 0   |
| Nationaldemokratische Partei Deutschlands | NPD          | 17074   | 0,2  | 6    | 0  | 0  | 0   |
| Deutsche Kommunistische Partei            | DKP          | 6286    | 0,1  | 5    | 0  | 0  | 0   |
| Deutsche Zentrumspartei                   | ZENTRUM      | 3025    | 0,0  | 1    | 0  | 0  | 0   |
| Die Grauen – Graue Panther                | GRAUE        | 5112    | 0,1  | 2    | 0  | 0  | 0   |
|                                           | Statt Partei | 1374    | 0,0  | 1    | 0  | 0  | 0   |
|                                           | Deutschland  | 3804    | 0,1  | 1    | 0  | 0  | 0   |
| Humanistische Partei                      | HP           | 238     | 0,0  | 0    | 0  | 0  | 0   |
| Unabhängige Arbeiter-Partei               | UAP          | 282     | 0,0  | 0    | 0  | 0  | 0   |
| Liberale Demokraten                       | LD           | 58      | 0,0  | 0    | 0  | 0  | 0   |
|                                           | AMP          | 2766    | 0,0  | 1    | 0  | 0  | 0   |
|                                           | DSP          | 992     | 0,0  | 1    | 0  | 0  | 0   |
| Familien-Partei Deutschlands              | FAMILIE      | 321     | 0,0  | 0    | 0  | 0  | 0   |
|                                           | FAKT         | 166     | 0,0  | 0    | 0  | 0  | 0   |
| Die Tierschutzpartei                      | Tierschutzp. | 228     | 0,0  | 0    | 0  | 0  | 0   |
|                                           | ÖkoLi        | 1532    | 0,0  | 0    | 0  | 0  | 0   |
| Offensive D                               | Offensive D  | 3905    | 0,1  | 1    | 0  | 0  | 0   |
|                                           | PBP          | 8844    | 0,1  | 4    | 0  | 0  | 0   |
|                                           | Ebw.         | 4165    | 0,1  | 0    | 0  | 0  | 0   |

W: Wähler

%: Wähleranteil

M: gewonnene Mandate in den Vertretungen der NUTS-3-Ebene

LR: Landräte

OB: Oberbürgermeister

BM: Bürgermeister in den kreisabhängigen Kommunen

CDU: +1 OB von Köln Fritz Schramma, +2 Landräte von SI und HF, die schon gewählt waren.

SPD: +1 Landrat von Ennepe-Ruhr-Kreis Arnim Brux, +1 OB von Mülheim an der Ruhr Dagmar Mühlenfeld, die schon gewählt waren.

## Verweise
1. ↑  Für die Landräte: Kreisordnung NRW KrO §44, Abs. 1, Für die Bürgermeister Gemeindeordnung NRW GO NRW §65, Abs. 1